# Statendam (Bauerschaft)
Statendam ist eine Bauerschaft in der Gemeinde Geertruidenberg in der niederländischen Provinz Nordbrabant. Sie liegt südlich von Geertruidenberg am Noordergat. Die Bauerschaft besteht heute aus dem gleichnamigen Industriegebiet.